# Belles-Forêts
Belles-Forêts is een gemeente in het Franse departement Moselle in de regio Grand Est en het arrondissement Sarrebourg-Château-Salins.

## Geschiedenis
In de gemeente bevindt zich de Nécropole nationale de Bisping met oorlogsgraven voor Duitse en Franse militairen gevallen in de Eerste Wereldoorlog.
De gemeenten ontstond op 8 september 1973 door de fusie van de gemeenten Angviller-lès-Bisping, Bisping en Desseling. De voormalige gemeenten kregen de status van commune associée. Op 1 januari 1986 werd Desseling weer een zelfstandige gemeente.
Belles-Forêts maakte deel uit van het kanton Fénétrange tot dit in maart 2015 werd opgeheven en de gemeente werd opgenomen in het kanton Sarrebourg.

## Geografie
De oppervlakte van Belles-Forêts bedraagt 26,57 vierkante kilometer; Op 1 januari 2022 was de bevolkingsdichtheid 8,7 inwoners per km².
De onderstaande kaart toont de ligging van Belles-Forêts met de belangrijkste infrastructuur en aangrenzende gemeenten.

## Afbeeldingen

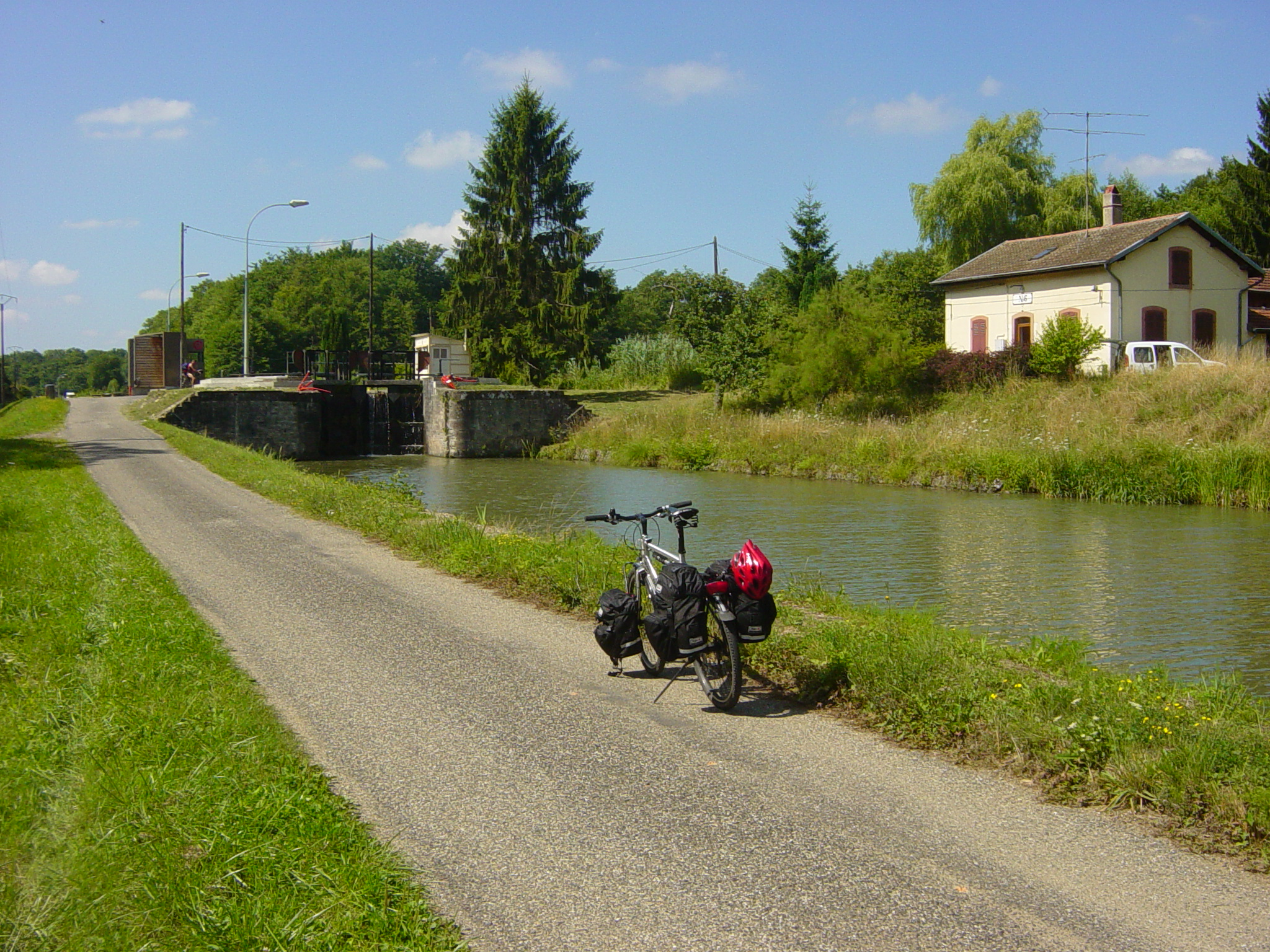
Sluispoort 6 aan het Marne-Rijnkanaal in Bisping
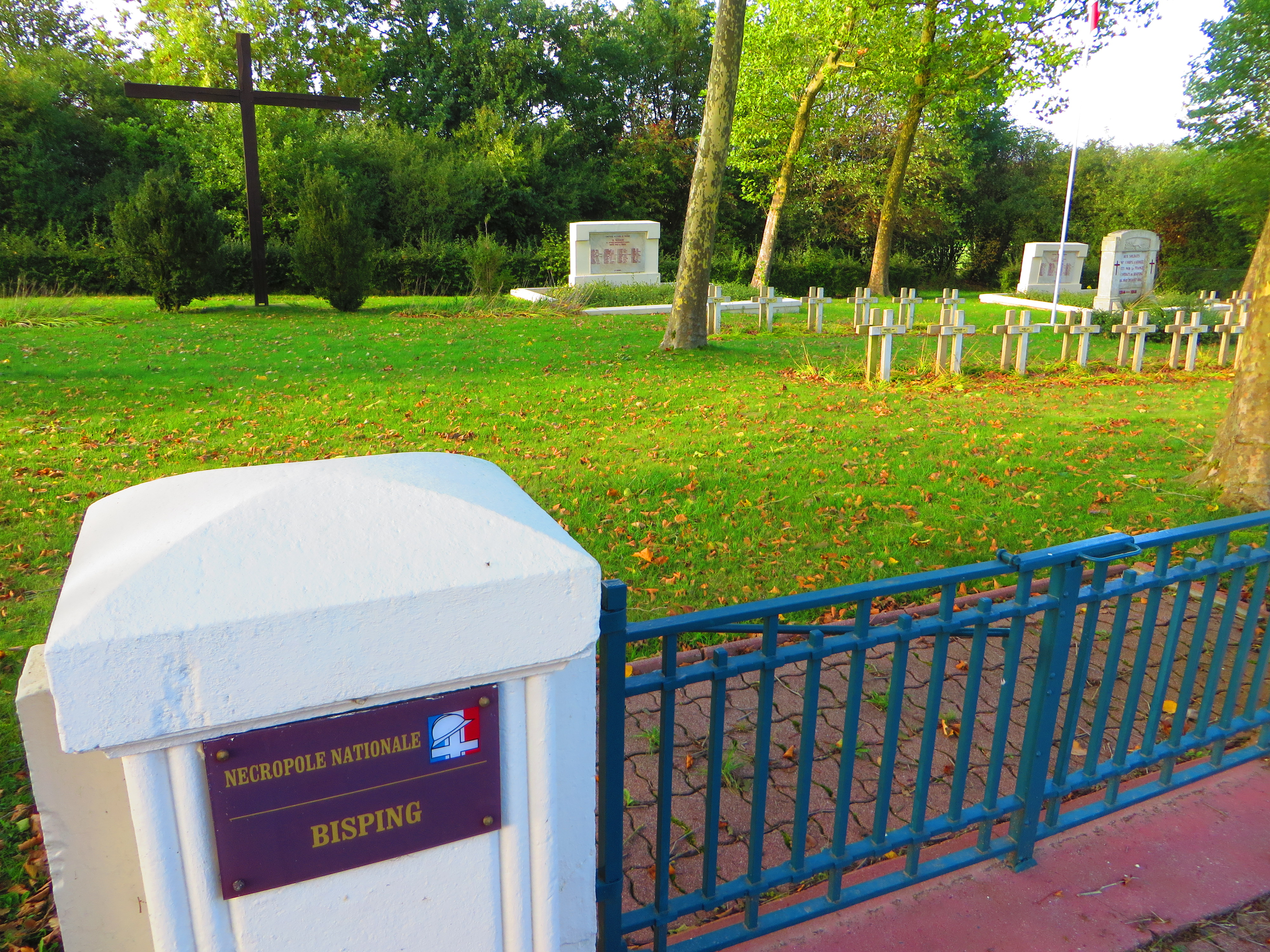
Oorlogskerkhof uit de Frans-Duitse Oorlog te Bisping
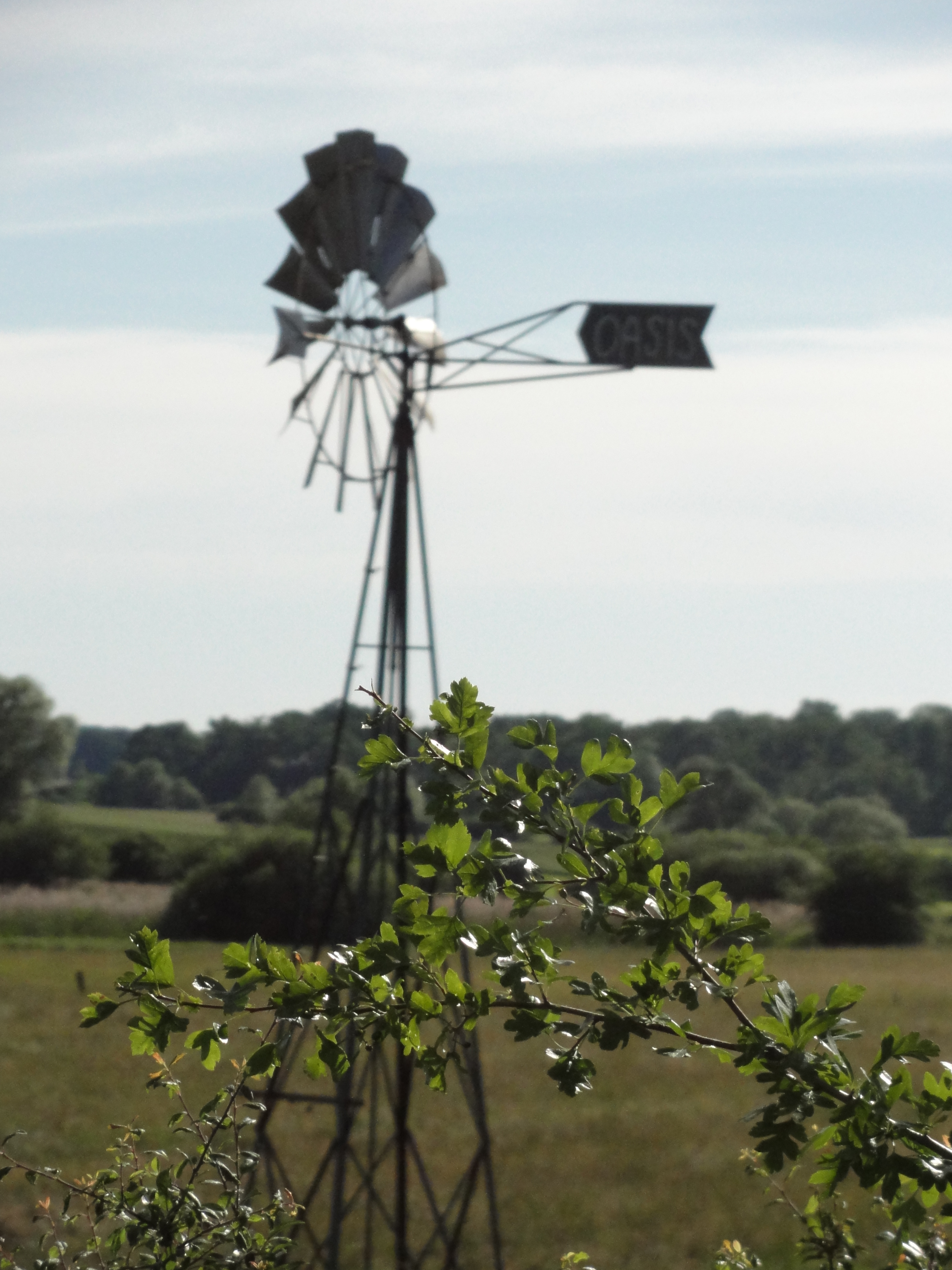
Windmolen in Angviller-lès-Bisping / Angweiler bei Bisping

Assenoncourt · Avricourt · Azoudange · Bébing · Belles-Forêts · Berthelming · Bettborn · Bickenholtz · Buhl-Lorraine · Desseling · Diane-Capelle · Dolving · Fénétrange · Fleisheim · Foulcrey · Fribourg · Gondrexange · Gosselming · Guermange · Haut-Clocher · Hellering-lès-Fénétrange · Hertzing · Hilbesheim · Hommarting · Ibigny · Imling · Kerprich-aux-Bois · Langatte · Languimberg · Mittersheim · Moussey · Niederstinzel · Oberstinzel · Postroff · Réchicourt-le-Château · Réding · Rhodes · Richeval · Romelfing · Saint-Georges · Saint-Jean-de-Bassel · Sarraltroff · Sarrebourg · Schalbach · Veckersviller · Vieux-Lixheim